# Tartaletka
Tartaletka (francouzsky tartelette) je druh moučníku původem z Francie. Jedná se o košíček z lineckého těsta plněný krémem a zdobený ovocem nebo sněhem z bílků. Slovo tartelette je zdrobnělinou slova tarte, koláč.